# Ilha Tiriri

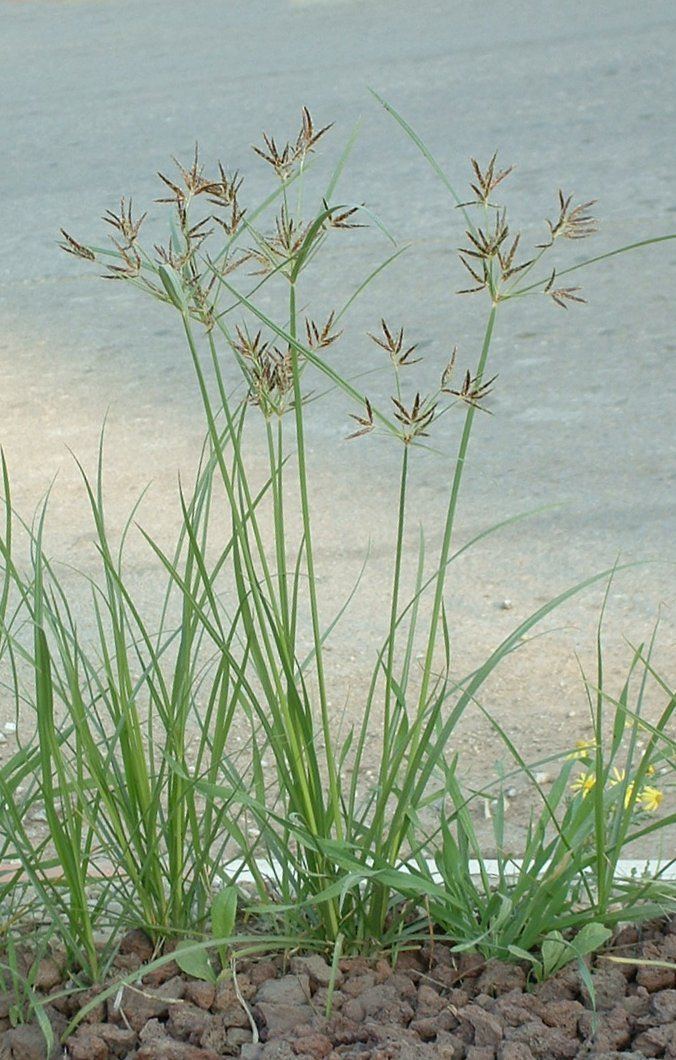
Tiririca, que se supõe ter nomeado a ilha.

A Ilha Tiriri (também conhecida como Ilha do Tiriri) é uma ilha brasileira do município de Santa Rita, estado da Paraíba. Situada no estuário do Rio Paraíba do Norte, Tiriri é a terceira em dimensão das ilhas paraibanas, depois das ilhas da Restinga e Stuart, e faz parte do complexo sistema de canais do estuário.
Tiriri está localizada defronte a João Pessoa, capital do estado, e sob suas águas turvas encontram-se a barca italiana Antonietti, encalhada em um banco de areia desde 1873, e o barco francês Chargeau d’Flote, que encalhou em 1712.

## Etimologia
Alguns estudiosos da língua tupi traduzem esse topônimo como derivado de su-y-ry-ry, que significa «pássaro que faz barulho», referindo-se ao tiriri, comum em alagados, tese contudo pouco sustentável por não haver registros da ocorrência dessa ave na Paraíba. Uma segunda versão propõe que o nome se refere ao molusco bivalve (Mytella charruana), vulgarmente chamado siriri ou sururu, comum no litoral Nordeste do Brasil, onde é usado como alimento em grande escala. Para o historiador Coriolando de Medeiros, o termo quer dizer «terra que treme».
A tese mais aceita, contudo, é que o nome da ilha originou-se do termo tupi tiri'rika, gerúndio de tiri'ri («arrastar-se»), numa alusão ao comportamento da tiririca, um tipo de planta comum em solos de mata espessa e que corta como navalha.

## História
Em Tiriri chegou a funcionar a primeira fábrica produtora de cimento da América Latina, no século XIX, cujas ruínas podem ser vistas ainda hoje. O funcionamento dessa fábrica gerou posteriormente a chamada «Questão da Ilha Tiriri», contenda levada aos tribunais.
O cimento de Tiriri não teria sido descoberto, contudo, se não fosse um feliz acaso. Entre 1887 e 1890, o português Antônio Varandas de Carvalho andava pela ilha acompanhado de um colega inglês quando a dupla parou para descansar. De repente, Varandas notou que a lama acumulada no varapau em que se apoiava para perscrutar os mangues secava com certa rapidez, obtendo consistência de argamassa. Pesquisas posteriores revelaram que Tiriri era, nada menos, que um imenso veio de pedra calcária de muito boa qualidade.
Segundo o historiador Ademar Vidal, antes de a fábrica de cimento funcionar, já morava em Tiriri o químico inglês Thomas G. Downes. Meses depois chegou o forneiro Cornell C. T. Fitzgerald e o mecânico Charles A. Harrinson, acompanhado do gerente Jean B. La Vallée, um franco-inglês casado com uma francesa. Também fazia parte dos seletos moradores da ilha o engenheiro civil gaúcho Luís Felipe Alves, casado com uma norte-americana, bem como o técnico brasileiro José Pinto de Oliveira, formado pela Universidade de Filadélfia (EUA). Essa comunidade majoritariamente estrangeira habitou na ilha até 1902.
No começo do século XX, Tiriri despertou a curiosidade do botânico alemão Philipp von Luetzelburg, que em 1922, incumbido pela Inspetoria Federal de Obras contra as Secas (atual Dnocs), descobriu 227 espécies de plantas no solo da ilha.
Sobre tal achado, há no Dicionário Corográfico da Paraíba, escrito por Coriolano de Medeiros em 1950, a seguinte menção sobre a riqueza florística da ilha:

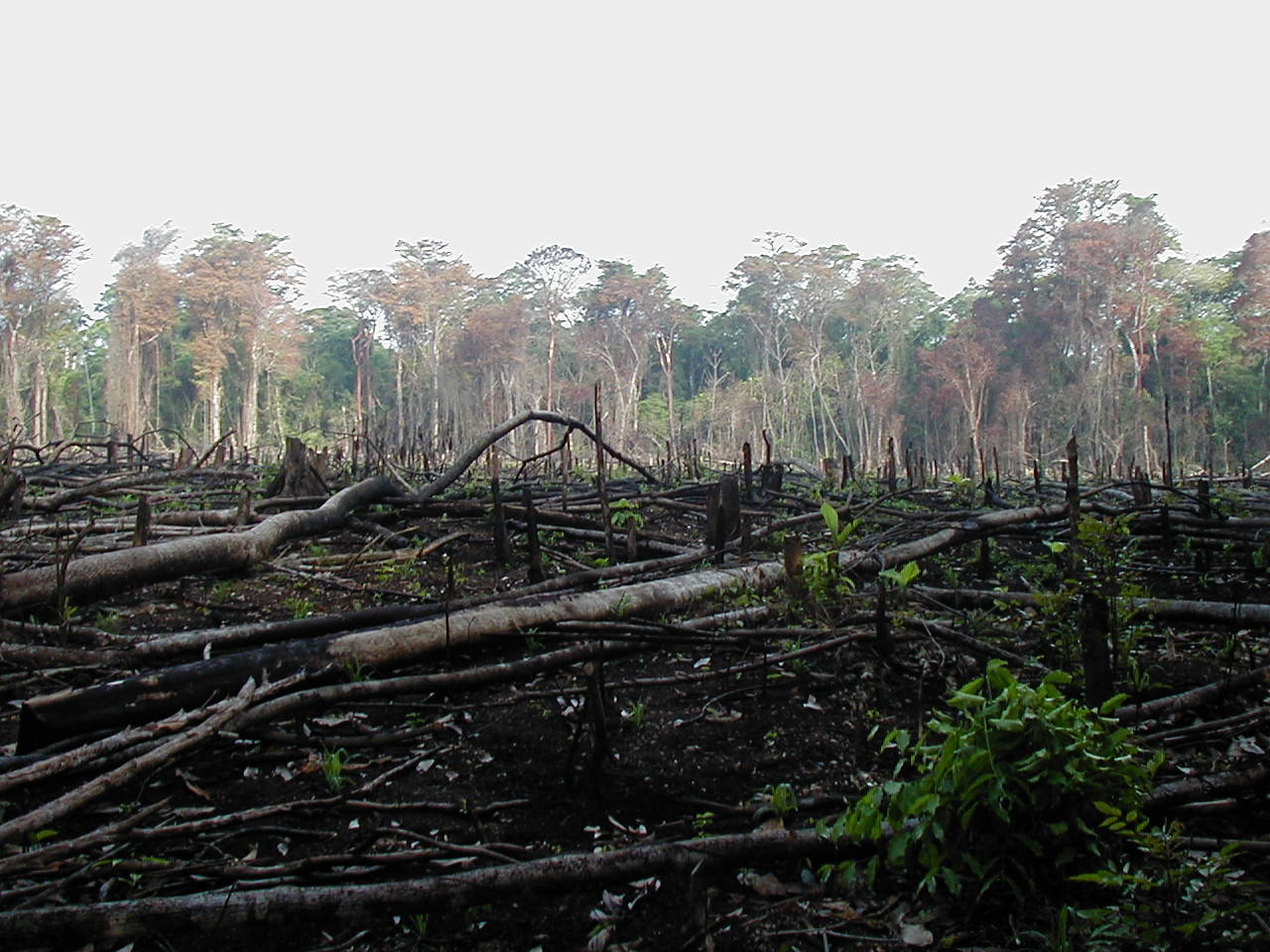
O desmatamento suprimiu em torno de um terço da cobertura florestal original da ilha Tiriri.

(...) pertencente ao município de Santa Rita e formada pelo rio Gargaú, ao deitar-se à margem esquerda do Paraíba, a ilha, parece, foi um pedaço destacado do continente, pois o seu solo é fertilíssimo, e a sua flora, tão variada que o sábio botânico Luetzelburg, visitando o local, colheu assunto para um artigo, dizendo estar ali um verdadeiro jardim botânico.

## Características
Com uma superfície de aproximadamente 490 hectares (4,9 km²), a ilha é recoberta de manguezais e de Mata Atlântica de restinga, embora um terço dessa cobertura tenha sido derrubada desde a implantação da fábrica de cimento Portland, no fim do século 19, e mais recentemente para a fazenda de camarões em operação.
Tiriri tem fauna semelhante às das outras ilhas do estuário do rio Paraíba, o que inclui aves, crustáceos, eventuais répteis e pequenos roedores e diversos tipos de peixes. Em 2006, um levantamento mais preciso da avifauna do estuário do rio Paraíba revelou a ocorrência de 89 espécies de aves endêmicas ou migratórias. Nenhum levantamento de espécies da fauna terrestre existentes na ilha foi feito até os dias atuais.